# Erylus formosus
Erylus formosus är en svampdjursart som beskrevs av William Johnson Sollas 1886. Erylus formosus ingår i släktet Erylus och familjen Geodiidae. Inga underarter finns listade i Catalogue of Life.